# Ghacks
Ghacks é um blog de tecnologia criado por Martin Brinkmann em outubro de 2005. Seu foco principal é o navegador web e dicas, softwares, guias e críticas para o Windows.
Uma média de cinco postagens são publicadas todos os dias da semana, com tópicos que variam de notícias do sistema operacional Windows e Linux a dicas de navegadores da web (com foco no Firefox, Google Chrome e Opera), serviços online como Gmail e Outlook.com e notícias e dicas gerais sobre tecnologia.
As postagens populares incluem guias de solução de problemas relacionados ao login, como o Gmail ou o Facebook.
Ghacks Technology News foi reconhecido por Lifehacker, Gizmodo, Donationcoder.com e vários outros sites e blogs de notícias por sua cobertura de software livre e de código aberto.[carece de fontes?] O site recebeu mais de 400.000 visitantes por dia em janeiro de 2017,[carece de fontes?] e, em junho de 2019, possui um ranking de tráfego Alexa de 9.537 em todo o mundo e 4.269 nos Estados Unidos.
A Technorati listou Ghacks como um dos 100 principais blogs nas categorias de tecnologia geral e tecnologia da informação e, em setembro de 2013, ocupou a posição 21 na categoria tecnologia da informação e 68 na categoria geral da tecnologia no Technorati.

## Equipe editorial
O editor-chefe e fundador é Martin Brinkmann. Todos os autores que contribuem com artigos para o sítio estão listados na área do rodapé no sítio eletrônico.

## História
Ghacks foi criado em 2005 como um blog de desenvolvimento para um software chamado Google Hacks. As questões de marcas registradas fizeram o fundador do sítio eletrônico escolher ghacks como nome de domínio. Em seguida, o software foi descontinuado e Ghacks passou de um blog do tipo desenvolvimento para um blog orientado a software e notícias online.
O sítio realizou anualmente uma Giveaway de Natal nos últimos três anos, onde o software comercial é distribuído aos leitores do sítio. Desde então, isso foi captado por outros blogs de tecnologia que agora também oferecem brindes no período de Natal.[carece de fontes?] Em outubro de 2019, Ghacks foi adquirida pela Softonic.

## Prêmios e recomendações da mídia
Ghacks Technology News recebeu recomendações da DL. TV, Diggnation e "Eye On The Web" do KNLS Radio.

Os artigos são frequentemente republicados em sites como Lifehacker, The Blog Herald e Gizmodo.[carece de fontes?]